# Elkin Mosquera
Elkin Mosquera (Istmina, Chocó, Colombia; 24 de noviembre de 1989) es un futbolista colombiano. Juega como defensa y actualmente milita en el Boyacá Chicó de la Categoría Primera A de Colombia.

## Trayectoria

### Independiente Medellín
Comenzó su carrera en las divisiones menores del Deportivo Independiente Medellín.  En dicha institución debutó, de manera profesional, el 3 de enero de 2006 contra Cúcuta Deportivo. El juego, que se llevó a cabo en el Estadio General Santander, finalizó con victoria de 2 a 1 favorable a los cucutanos. Víctor Luna Gómez fue el técnico que le permitió debutar en la Categoría Primera A. 
A comienzos del año siguiente, pasó en calidad de préstamo al Envigado. Sin embargo, luego de seis meses, volvió al equipo de Medellín. 
Dos años después, bajo la dirección técnica de Leonel Álvarez y gracias a dos goles de Jackson Martínez, conquistó el título del Torneo Finalización 2009.
Compartió equipo con jugadores como Aldo Bobadilla, Hernán Pertúz, Juan David Valencia, Leiton Jiménez, Luis Fernando Mosquera, John Restrepo y Jackson Martínez entre otros.

### Deportes Tolima
El 20 de diciembre de 2012 fichó por el Deportes Tolima para la liga, copa y libertadores.
Debutó, de esa forma, con el cuadro vinotinto el 23 de febrero de 2013 en una visita contra Boyacá Chicó, el juego finalizó con derrota de 3 a 0. En total, disputó 10 juegos en su paso por el club.
Fue inscrito para la Copa Libertadores 2013. Y aunque no debutó, fue convocado en cinco juegos correspondientes a ese certamen.

### Jaguares de Córdoba
Llegó al club de Montería para el Torneo Finalización 2014 de la Primera B. Al final del torneo, el club logró la hazaña y ascendió a la Liga Águila. 
Para la temporada 2015, Mosquera entró en los planes del técnico Julio Méndez. Debutó con Jaguares de Córdoba en la máxima categoría del fútbol colombiano el 1 de febrero de 2015 durante el empate de 0 a 0 contra Deportivo Cali. 

### Chorrillo
El 4 de julio de 2017 se le anunció como refuerzo del Chorrillo Fútbol Club de la Liga Panameña de Fútbol, junto a su compatriota y excompañero de equipo en el DIM, Juan Esteban Ortiz.

### Honduras Progreso
El 4 de enero de 2018 se anunció su fichaje por el Honduras Progreso, a pedido expreso de Horacio Londoño. 

## Clubes
| Club                   | País                | Año                 | Partidos | Goles |
| ---------------------- | ------------------- | ------------------- | -------- | ----- |
| Independiente Medellín | Colombia            | 2006 - 2007         | 2        | 0     |
| Envigado F.C.          | Colombia            | 2007                | 0        | 0     |
| Independiente Medellín | Colombia            | 2008 - 2010         | 12       | 0     |
| Deportivo Malacateco   | Guatemala           | 2011                | 1        | 0     |
| Sucre F.C.             | Colombia            | 2012                | 33       | 1     |
| Deportes Tolima        | Colombia            | 2013                | 10       | 0     |
| Fortaleza F.C.         | Colombia            | 2013                | 12       | 1     |
| Jaguares de Córdoba    | Colombia            | 2014 - 2015         | 56       | 3     |
| Cúcuta Deportivo       | Colombia            | 2016                | 10       | 0     |
| Lynx F.C.              | Gibraltar           | 2016 - 2017         | 15       | 0     |
| Chorillo F.C.          | Panamá              | 2017                | 22       | 1     |
| Real Cartagena         | Colombia            | 2018 - 2019         | 54       | 2     |
| Chalatenango           | El Salvador         | 2020                | 3        | 0     |
| Boyacá Chicó           | Colombia            | 2021 - Presente     | 0        | 0     |
| Total en su carrera    | Total en su carrera | Total en su carrera | 230      | 8     |

## Palmarés

### Campeonatos nacionales
| Título              | Club                   | País     | Año  |
| ------------------- | ---------------------- | -------- | ---- |
| Torneo Finalización | Independiente Medellín | Colombia | 2009 |
| Torneo Finalización | Fortaleza F.C.         | Colombia | 2013 |
| Primera B           | Jaguares de Córdoba    | Colombia | 2014 |
| LPF Apertura        | Chorrillo F.C.         | Panamá   | 2017 |